# سوزي بيكر
سوزي بيكر (بالإنجليزية: Suzy Becker)‏ هي كاتِبة أمريكية، ولدت في 1962.